# Mobile GSM Infrastructure over Satellite
Mobile GSM Infrastructure over Satellite  (MOGIS, GSM über Satellit) der Siemens AG ermöglicht die Handynutzung in nicht von Funkmasten erschlossenen, abgelegenen Gebieten.
MOGIS ist eine mobile GSM-Lösung, welche auf der Standard-Mobilfunktechnik von Nokia Solutions and Networks, erweitert um eine komprimierende, bandbreitensparende Übertragung über Satellit, basiert.
Das Unternehmen Airbus führt hinter der Flugzeugdeckenverkleidung IP-basierte pico-Basisstationen, welche mit Hilfe von Satellitentechnologie mobile Geräte mit dem GSM-Mobilfunknetz verbinden. Dafür entwickelte SDE Hard- und Software, die die direkte Kommunikation zwischen Basisstation und Mobilgerät unterdrücken, so dass der Funkverkehr vom Flugzeug ausschließlich über Satelliten geht, um die Flugzeugelektronik nicht zu stören.
MOGIS ist vollständig IP-basiert und erlaubt mit 64 kbit/s sieben gleichzeitige Telefongespräche. Es kann jederzeit von außen deaktiviert werden und automatisch, bspw. bei einer bestimmten GPS-Position, aktiviert werden.
Des Weiteren werden Sprach- und Signalisierungsdaten mittels dieser Software komprimiert, um die Satellitenbandbreite zu minimieren und die Kommunikationsprotokolle zwischen GSM-Netz und Satelliten anzupassen.
MOGIS wird überwiegend in Flugzeugen, Zügen und auf Schiffen benutzt und unterstützt zahlreiche Satellitensysteme, wie Inmarsat, DVB-RCS, VSAT, u. a.